# Charles Wilkes
Charles Wilkes (ur. 3 kwietnia 1798 w Nowym Jorku, zm. 8 lutego 1877 tamże) – amerykański podróżnik i odkrywca, oficer US Navy działający na obszarze Pacyfiku, obu Ameryk i w Antarktyce.

## Początki
Był synem znanego biznesmena. Dobrze wykształcony w zakresie matematyki i nawigacji, w wieku 17 lat wyruszył na morze, by w trzy lata później zostać chorążym, a w roku 1826, po rejsie na Morze Śródziemne porucznikiem. W latach 1832–1833 brał udział w kreśleniu map morskich obszaru zatoki Narragansett i został dyrektorem Wydziału Map i Instrumentów (ang. Depot of Charts and Instruments) US Navy.
W roku 1838 stanął na czele wyprawy badawczej w rejon południowego Pacyfiku. Projekt – zgłoszony przezeń 10 lat wcześniej – zakładał kartowanie wybrzeży Antarktydy dla potrzeb amerykańskich kupców i wielorybników, a także badanie wysp południowego Pacyfiku i wysp przybrzeżnych wzdłuż Ameryki Południowej.

## Wielka wyprawa
W sierpniu 1838 roku Wilkes opuścił Norfolk, Wirginia, na czele flotylli składającej się z sześciu statków: flagowego Vincennes, oraz Peacocka, Reliefa, Porpoise’a, Sea Gulfa i Flying Fish. Po krótkim postoju na Azorach i Wyspach Zielonego Przylądka flotylla skierowała się wzdłuż brzegów Ameryki Południowej ku przylądkowi Horn, gdzie założono bazę, w oparciu o którą podjęto szereg wypraw na południe, kreśląc mapy Orkadów i Szetlandów Południowych, a następnie wybrzeży Antarktydy. Po miesięcznej eksploracji, gdy ląd zniknął za polami gęstniejącej kry, ekspedycja zawróciła na północ, żeglując tym razem wzdłuż zachodnich wybrzeży Ameryki Południowej. W Valparaíso (Chile) Wilkes wysłał pieszą ekspedycję dla spenetrowania pasma Andów, a w Peru badano ruiny dawnego imperium Inków.
Następnie Wilkes skierował swe statki na zachód, do Nowej Zelandii i Australii, zatrzymując się na Tahiti, Samoa i kilku innych archipelagach. Z Australii ponownie obrał kurs na południe i po pokonaniu 1600 mil przez gęste pola lodowe, w styczniu 1840 roku, odnotował w dzienniku wyprawy dostrzeżenie lądu kontynentu południowego.
Po powrocie do Sydney w Australii Wilkes odwiedził jeszcze Fidżi i Wyspy Sandwich, by powrócić do Ameryki wzdłuż jej północnych wybrzeży. W kwietniu roku 1841 wyprawa dotarła do ujścia rzeki Kolumbia, gdzie stracono jeden ze statków. Po przeprowadzeniu badań dzisiejszej północnej Kalifornii i sporządzeniu map wybrzeży od dzisiejszego San Francisco po Los Angeles flotylla Wilkesa zamknęła pętlę wokół Ziemi i w czerwcu 1842 r. przybyła do Nowego Jorku. Tylko dwa statki ekspedycji (Vincennes i Porpoise) pokonały całą trasę; inne trzeba było porzucić po drodze.

## Dalsze losy
W chwili wybuchu wojny secesyjnej w roku 1861 Wilkes, dowodzący okrętem USS San Jacinto, zatrzymał na wodach międzynarodowych angielski statek handlowy Trent, aresztując dwóch przedstawicieli rządu Konfederacji. Incydent spowodował napięcia w stosunkach międzynarodowych i omal nie doprowadził do wojny z Wielką Brytanią.
W tej sytuacji Wilkes został mianowany dowódcą flotylli działającej w obszarze Karaibów, gdzie miał strzec bezpieczeństwa statków towarowych USA. Podczas wykonywania tych zadań został oskarżony o przekroczenie uprawnień, postawiony przed sądem i zdymisjonowany. W roku 1866 odszedł na emeryturę w stopniu kontradmirała.

## Podsumowanie
Wyprawa Wilkesa z lat 1838–1842 była pierwszą sponsorowaną przez rząd USA wyprawą dookoła świata. Naukowcy uczestniczący w wyprawie zebrali ponad 5000 eksponatów i poczynili znaczące obserwacje w takich dziedzinach jak meteorologia, geologia, biologia, a także dokonali licznych obserwacji życia wyspiarzy archipelagów Pacyfiku i Indian zachodniego wybrzeża Ameryki Północnej.
Mapy wysp Pacyfiku sporządzone przez Wilkesa były tak doskonałe, że zostały użyte podczas operacji desantowych w czasie II wojny światowej. Część wybrzeża Antarktydy została nazwana, na jego cześć, Ziemią Wilkesa.